# Franz Xaver von Wulfen
Franz Xaver Freiherr von Wulfen, rar de asemenea Wulffen (n. 5 noiembrie 1728, Belgrad – d. 16 martie 1805, Klagenfurt), a fost un preot romano-catolic iezuit, botanist, entomolog, lichenolog, micolog și mineralog austriac, cunoscut ca descoperitorul speciei de plante Wulfenia carinthiaca și al mineralului ‚’Wulfenit’’. A fost membru al Academiei Leopoldine. Abrevierea numelui său în cărți științifice este Wulfen. 

## Familie

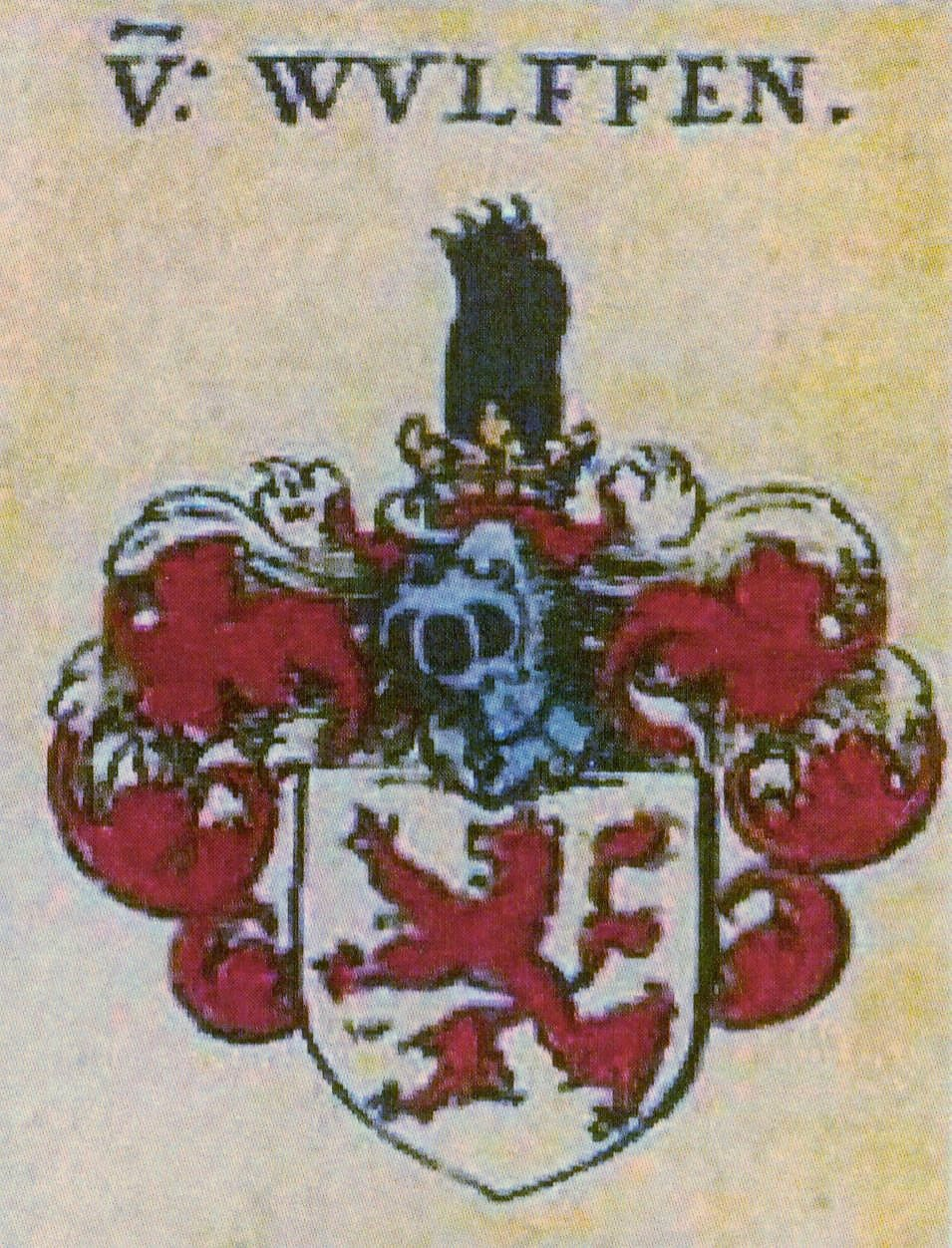

Franz Xaver a provenit dintr-o veche familie de origine prusacă din fostul ducat Rügen, pomenită deja în secolului al XI-lea (cavalerul Hartradus Wulf sau Lupus, 1179).
Tatăl său, Christian Friedrich baron de Wulffen, un Feldmarschall-Leutnant austriac (3 aprilie 1756), a fost la data nașterii fiului, adjunct al Feldmareșalului Franz Xaver Cavaliere di Marulli (1675-1754)  în Belgrad și mama sa a fost, Terezia, contesă de Máriássy de Markus și Batisfalva. 
Băiatul a căpătat același prenume ca Mariussi în onoarea renumitului general. A avut pe frate (între alții) pe generalul-maior Karl Friedrich von Wulffen (d.  21 februarie 1809). 

## Biografie

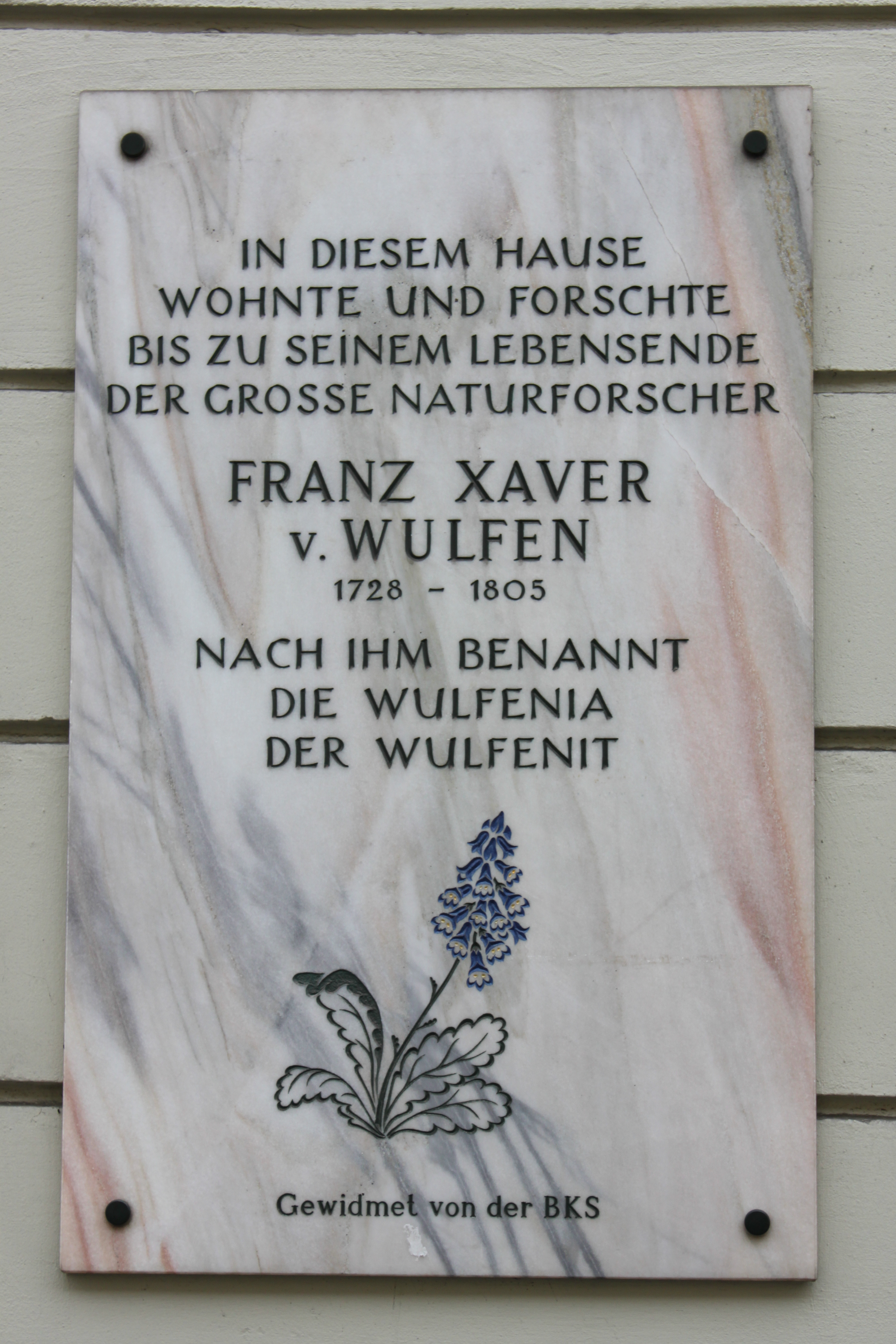
Placä de onoare, Klagenfurt

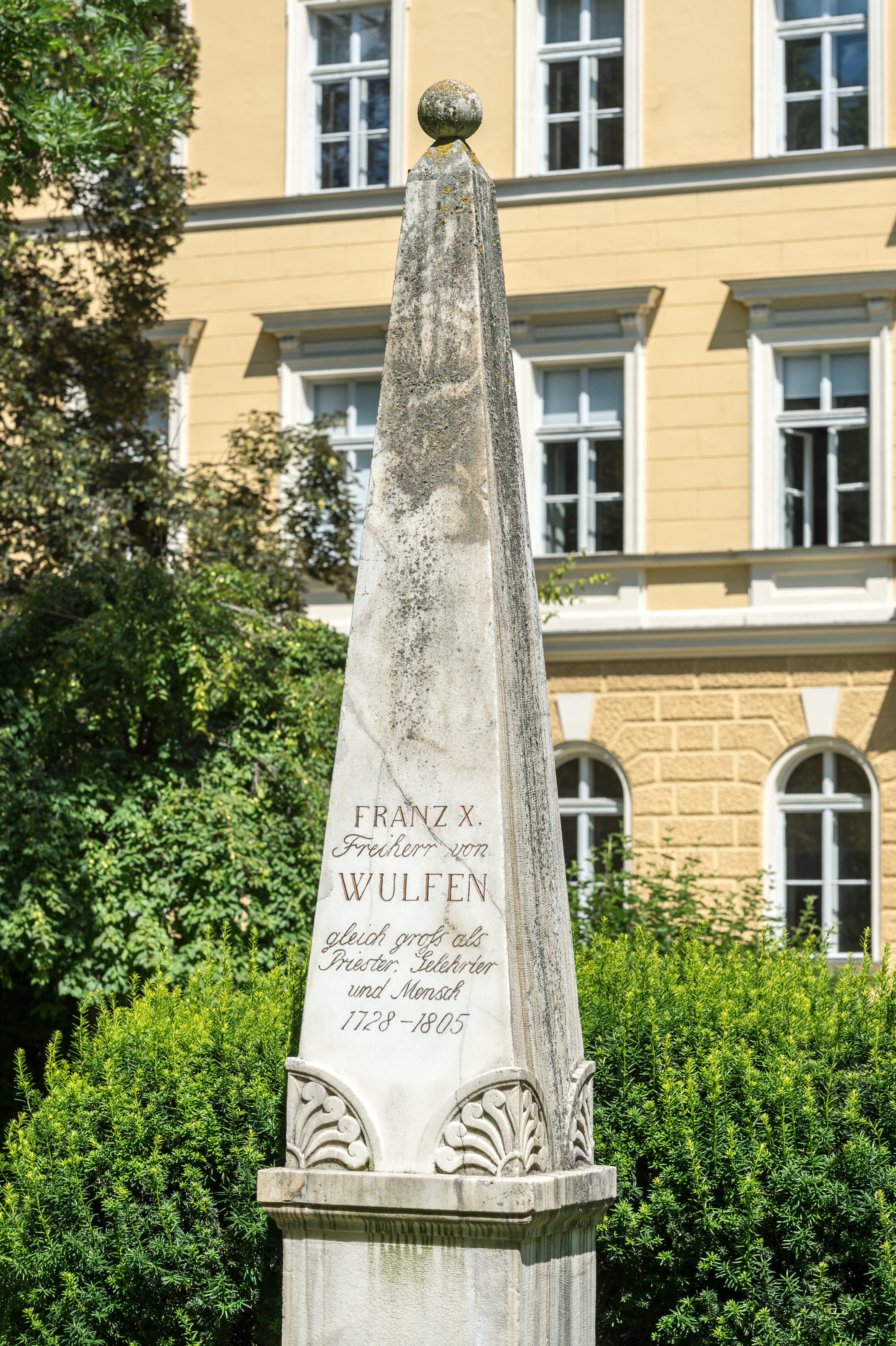
Monumentul pentru Wulfen, Klagenfurt

La 14 octombrie 1745, după ce a luat bacalaureatul la Kaschau, a intrat în Ordinul Societății lui Isus, S.I. din Viena ca novice. Aici s-a remarcat prin diligență și talent în special pentru matematică și filozofie. În 1755 a predat gramatica limbilor clasice la gimnaziul din Görz și deja în anul următor aceeași disciplină la Academia Tereziană din Viena. Mai târziu a predat matematica și filozofia la Görz și Laibach, iar în 1763 a fost hirotonit.
Apoi, în 1769, a fost trimis la Klagenfurt, unde a rămas profesor pentru sus numitele materii până la demisia sa după 14 ani, lucrând în continuare numai ca preot până la moarte. Pe lângă activitatea sa preoțească, Wulfen și-a dedicat timpul liber științelor naturii, pentru care a fost activ și în literatură, fiind în acest domeniu un elev al lui Carl von Linné și prieten cu oameni de știință ca, Albrecht von Haller, Johann Hedwig, Johann Christian von Schreber și Giovanni Antonio Scopoli, dar mai ales cu Nikolaus Joseph von Jacquin, la a cărui mari opere Miscellanea austriaca ad botanicam, chemiam, et historiam naturalem spectantia în mai multe volume a contribuit cu multe articole lungi și ilustrații și cu care a corespondat în numeroase scrisori. A fost cu zel un colector de plante și ciuperci. Studiile sale floristice care au fost publicate, sunt caracterizate prin observații bune și descrieri exacte. Cu succes deosebit s-a ocupat cu familiile licheniilor, chiar dacă îi considera încă parte ale grupului de alge. El a prezentat rezultatele acestor studii în următoarele lucrări: în Winterbelustigung („Amuzament de iarnă”), care conține în plus o descriere parțială a florei din împrejurarea de Klagenfurt, în lucrările lui Jacquin, în care sunt descriși într-o centurie lichenii din Carintia și într-un manuscris editat postum, Flora norica. Acesta din urmă a fost publicat de Eduard Fenzl și Rainer Graf în 1858, la 53 de ani de la moartea sa, în numele Societății Zoologice și Botanice din Viena, pe baza materialelor colecțiilor și desenelor lui Wulfen, care fuseseră depuse în Muzeul Botanic din Viena.
După desființarea Societății lui Isus în 1773, a făcut o pauză ca profesor și a călătorit extensiv din Olanda până la coastele Mării Adriatice la Veneția, Trieste, și în Istria. Puterea lui a fost aici descrierea exactă a regiunilor parcurse și a materialelor găsite (pietre, plante, animale). Dar savantul întreprinse excursii botanice mai scurte deja cu mult timp înainte: în anii 1750 și 1751 în jurul Vienei, în 1754, 1761 și 1762 în jurul de Görz, 1754 la Veneția, Aquileia și Grado, 1756-1760 în jurul orașului Graz, 1762 și 1763 în zona Laibach, apoi prin toată Craina.
În 1785, Wulfen a descoperit pentru prima dată mineralul cristalin tetragonal Wulfenit în Bad Bleiberg, în provincia austriacă Carintia, pe care l-a descris, fiind denumit după el Wulfenit și specia de plante Wulfenia carinthiaca pe muntele Gartnerkofel (2195 m) tot în Carintia.
În 1797, a fost jefuită majoritatea colecțiilor sale botanice și zoologice de către ocupanții francezi, iar în 1799-1800, la vârsta înaintată de peste 70 de ani, Wulfen a participat la expediția primei ascensiuni a Großglocknerului (3798 m) organizată de principe-episcopul de Gurk în Carintia, Franz II. Xaver von Salm-Reifferscheidt-Krautheim.
În afară de prestigioasele academii științifice Academia Leopoldină (1790), Academia de Științe din Berlin și Academia Regală Suedeză de Științe, Wulfen a mai fost membru în multe alte societăți, ca de exemplu în Berlin, Erlangen, Jena,.Klagenfurt sau în Academia de Științe din Göttingen. Ca duhovnic, a fost foarte venerat de toate categoriile sociale ale populației, datorită devotamentului pentru munca sa și a eforturilor neîncetate dedicate îmbunătățirii vieții credincioșilor. A murit, după o scurtă boală, de pneumonie la vârsta de 76 ani la Klagenfurt.

## Specii de plante și ciuperci descrise de Wulfen (mică selecție)

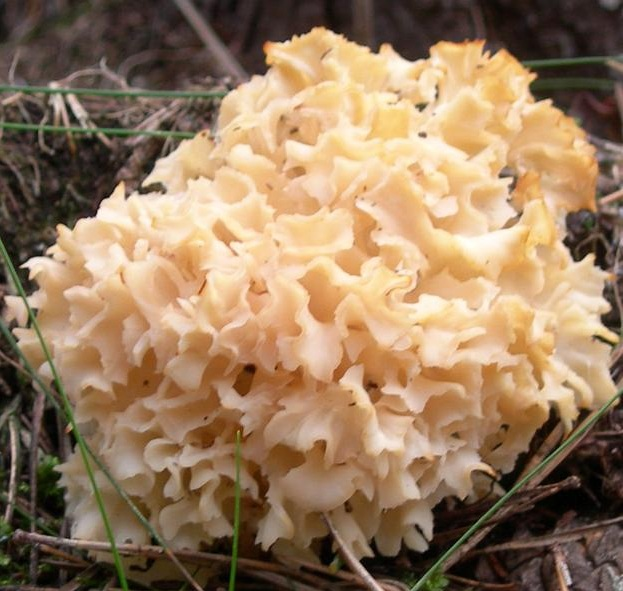
Clavaria crispa

| - Parmeliopsis, gen de licheni, Wulfen - Achillea moschata Wulfen (1778) - Aconitum napellus subsp. tauricum (Wulfen) - Agaricus aurantiacus Wulfen (1781) - Agaricus ceraceus Wulfen (1781) - Agaricus muscoides Wulfen (1788) - Agaricus sepiarius Wulfen (1786) - Hygrocybe ceracea (Wulfen, 1781) P.Kumm. (1871) - Agaricus virgineus Wulfen (1781) - Androsace chamaejasme Wulfen (1786) | - Astrantia carniolica Wulfen (1778) - Boletus hirsutus Wulfen (1789) - Campanula zoysii Wulfen (1788) - Clavaria cespitosa Wulfen (1781) - Cortinarius sanguineus Wulfen (1781) Gray (1821) - Doronicum glaciale (Wulfen) - Fucus filamentosus Wulfen (1803) - Fucus musciformis Wulfen (1789) - Helvella cochleata Wulfen (1781) - Heterodermia speciosa Wulfen - Neomegalodon triqueter Wulfen (1793) | - Oreochloa disticha Wulfen - Potamogeton praelongus Wulfen - Primula glutinosa Wulfen (1778) - Clavaria plebeja Wulfen (1781) - Saxifraga moschata (1781) - Serpula lacrymans (Wulfen, 1781) J.Schröter (1888) - Clavaria crispa - Marasmius esculentus (Wulfen) (1781) - Trametes hirsuta (Wulfen, 1791) Lloyd (1924) sau Pilát (1939) - Trifolium noricum Wulfen - Tuber aestivum (Wulfen) Spreng. - Ulva flexuosa Wulfen (1803) - Vertebrata fruticulosa Wulfen - Wulfenia carinthiaca Wulfen (1781) |

## Denumiri în onoarea lui Wulfen (selecție)

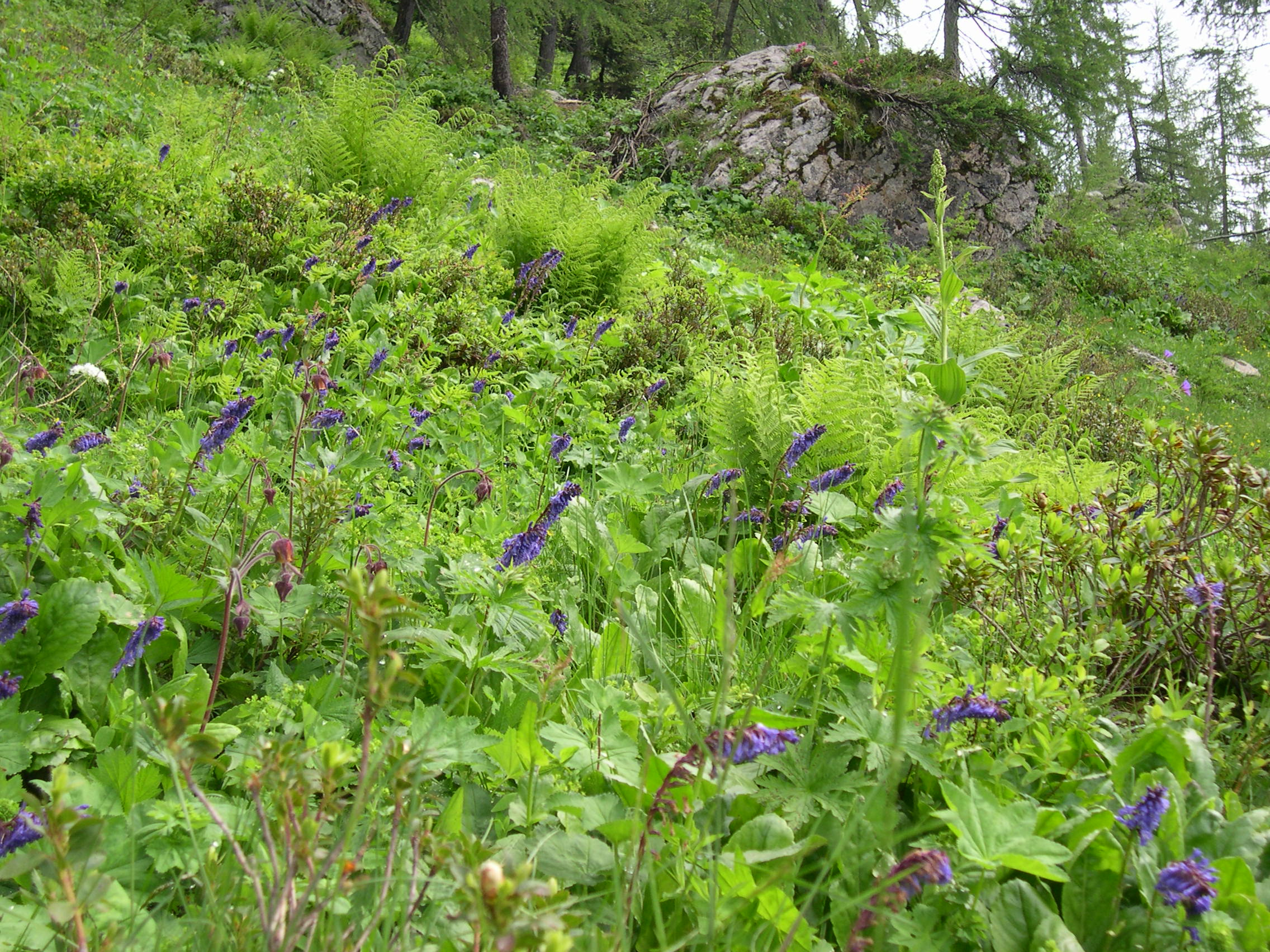
Wulfenia carintiaca

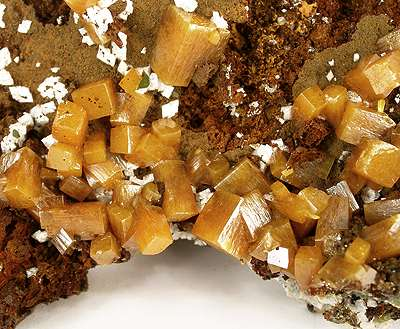
Wulfenit

- Androsace wulfeniana (Sieber) W.D.J.Koch (1855)[14]
- Euphorbia wulfenii (Hoppe) W.D.J.Koch (1831)
- Primula wulfeniana Schott (1852)
- Sempervivum wulfenii (Hoppe) Mert. & W.D.J. Koch (1831)
- Wulfenia (gen) Jacq. (1781)
- Wulfenia carinthiaca Jacq. (1781)
- Wulfenit (mineral)
- Jurnalul științific „Wulfenia” al centrului botanic Klagenfurt[15]
- O stradă în Klagenfurt, Wulfengasse, este denumită după el.[16]

## Publicatii (selecție)
- „Plantae rariores carinthiacae”, în: Nicolai Josephi Jacquin: „Miscellanea austriaca ad botanicam, chemiam, et historiam naturalem spectantia, vol. 1, Editura Officina Krausiana, Viena 1778, p. 147-163
- „Plantae rariores carinthiacae”, în: Nicolai Josephi Jacquin: „Miscellanea austriaca ad botanicam, chemiam, et historiam naturalem spectantia”, cu multe plăci colorate, vol. 2, Editura Officina Krausiana, Viena 1781, p. 25-138
- „Minera plumbi spatosa Carinthiaca”, în: Nicolai Josephi Jacquin: „Miscellanea austriaca ad botanicam, chemiam, et historiam naturalem spectantia”, cu multe plăci colorate, vol. 2, Editura Officina Krausiana, Viena 1781, p. 139-273
- „Abhandlung vom Kärntner Bleispate”, Editura Krausische Buchhandlung, Viena 1785
- „Winterbelustigungen”, în: „Schriften der Berlinischen Gesellschaft Naturforschender Freunde”, vol. 8, nr. 1, Berlin 1785, p. 83-162
- „Plantae rariores carinthiacae”, în: Nicolai Josephi Jacquin: „Collectanea ad botanicam, chemiam et historiam naturalem”, vol. I, Editura Wappleriana, Viena 1786, p. 186-364
- „Descriptiones Quorumdam Capensium Insectorum", 2 table colorate, Editura Wolfgang Walter, Erlangen 1786
- „Plantae rariores carinthiacae”, în: Nicolai Josephi Jacquin: „Collectanea ad botanicam, chemiam et historiam naturalem”, vol. II, Editura Wappleriana, Viena 1788, p. 112-234
- „Plantae rariores carinthiacae”, în: Nicolai Josephi Jacquin: „Collectanea ad botanicam, chemiam et historiam naturalem”, vol. III, Editura Wappleriana, Viena 1789, p. 3-166
- „Plantae rariores carinthiacae”, în: Nicolai Josephi Jacquin: „Collectanea ad botanicam, chemiam et historiam naturalem”, vol. IV, Editura Wappleriana, Viena 1790, p. 227-348 Vol. IV
- „De Plumbo Spatoso Carinthiaco”, Editura Josephum Vincentium Degen, Viena 1791
- „Plantae rariores descriptae”, Editura Schäfer, Leipzig 1803
- Cryptogama aquatica. Cum tabula aenea” Editura Schäfer, Leipzig 1803
- Zoologisch-Botanischer Verein in Wien, Eduard Fenzl și Rainer Graf (ed.): „Flora Norica phanerogama”, Editura Gerold, Viena 1858 (postum)